# Ashe Yizu Xiang
Ashe Yizu Xiang (kinesiska: 阿舍, 阿舍彝族乡) är en socken i Kina. Den ligger i provinsen Yunnan, i den sydvästra delen av landet, omkring 190 kilometer sydost om provinshuvudstaden Kunming. Antalet invånare är 24 356. Befolkningen består av 11 387 kvinnor och 12 969 män. Barn under 15 år utgör 26,0 %, vuxna 15-64 år 67 %, och äldre över 65 år 5,0 %.
Genomsnittlig årsnederbörd är 1 127 millimeter. Den regnigaste månaden är juli, med i genomsnitt 214 mm nederbörd, och den torraste är februari, med 17 mm nederbörd.